# San Andrés Calpan
San Andrés Calpan ist eine Kleinstadt mit ca. 8500 Einwohnern im mexikanischen Bundesstaat Puebla. 
Sie ist der Hauptort des insgesamt nur etwa 15.000 Einwohner zählenden Municipio Calpan.

## Lage und Klima
San Andrés Calpan liegt ca. 31 km (Fahrtstrecke) westlich des Stadtzentrums von Puebla in einer Höhe von ca. 2450 m. Das Klima ist gemäßigt bis warm; Regen (ca. 955 mm/Jahr) fällt überwiegend in den Sommermonaten.

## Bevölkerungsentwicklung
| Jahr      | 2000 | 2010 | 2020 |
| Einwohner | 9562 | 7161 | 8195 |

Der überwiegende Teil der Bevölkerung ist indianischer Abstammung; zahlreich sind auch Mestizen. Gesprochen wird meist Spanisch.

## Geschichte
Der Ort existierte schon vor der Ankunft der Spanier. Auf seinem Marsch über den später nach ihm benannten Pass nach Tenochtitlan muss der Conquistador Hernán Cortés mit seinem aus Spaniern und Tlaxcalteken bestehenden Tross hier vorbeigekommen sein. Im Jahr 1524 erhielt er der Ort als Encomienda. Seit dieser Zeit kümmerte sich der Franziskanerorden um die Missionierung der Indios.

## Stadtbild und Sehenswertes
- Im Zentrum des Ortes befindet sich ein kleiner Platz (Zocalo) mit dem Ex-Convento de San Andrés, dessen Bauten und plastischer Schmuck um die Mitte des 16. Jahrhunderts entstanden. Rechts der aus Werkstein gearbeiteten und reich dekorierten Kirchenfassade befindet sich eine offene Kapelle (Capilla abierta). Besonders bemerkenswert sind die reich verzierten Kapellen im Klosterhof. Das Kloster gehört zu den Missionsstationen am Fuße des Popocatépetl und damit zum UNESCO-Welterbe.
- Die Capilla de Nuestra Señora de Guadalupe entstammt dem 19. Jahrhundert.